# Institut de zoologie de Liège
L'Institut de zoologie Édouard van Beneden est un bâtiment de style néoclassique de l'université de Liège situé quai Édouard van Beneden dans le quartier d'Outremeuse. Il fait partie d'un ensemble d'instituts appelé Instituts Trasenster inauguré dans les années 1890. Outre sa fonction d'enseignement et de recherche, le bâtiment abrite divers musées dont l'Aquarium-Muséum de Liège.

## Historique
Dans le milieu des années 1870, les anciens instituts de botanique, de zoologie, de physiologie et d'anatomie du centre-ville  étant à l'étroit dans leurs locaux, l'Université décide de déménager.
Dans un premier temps, l'Université souhaite s'installer aux abords du jardin botanique mais elle se heurte à l'opposition de la population du quartier,. Elle décide alors d'installer son nouvel institut de zoologie dans le quartier d'Outremeuse en bordure de Meuse en face de son bâtiment central place du XX août, sur le site de deux anciens couvents féminins : les Conceptionnistes en Bèche, à l'époque reconverti en hospice des hommes incurables, et les Récollectines en Bèche, reconverti en fabrique de draps.
Les professeurs van Beneden, qui donnera son nom au quai, Vanlair et Masius collaborent avec l'architecte Noppius, afin de concilier les activités d'enseignement et de recherches avec l'accès du public aux importantes collections de la section de zoologie (ouvertes depuis 1854). Van Beneden se rend d'ailleurs à Londres et à Copenhague pour visiter des institutions similaires et s'en inspirer.
Les travaux durent de 1885 à 1888 et sont perturbés par de nombreux contretemps. Finalement, les étudiants prennent possession des locaux en 1894.

## Description

### Extérieur

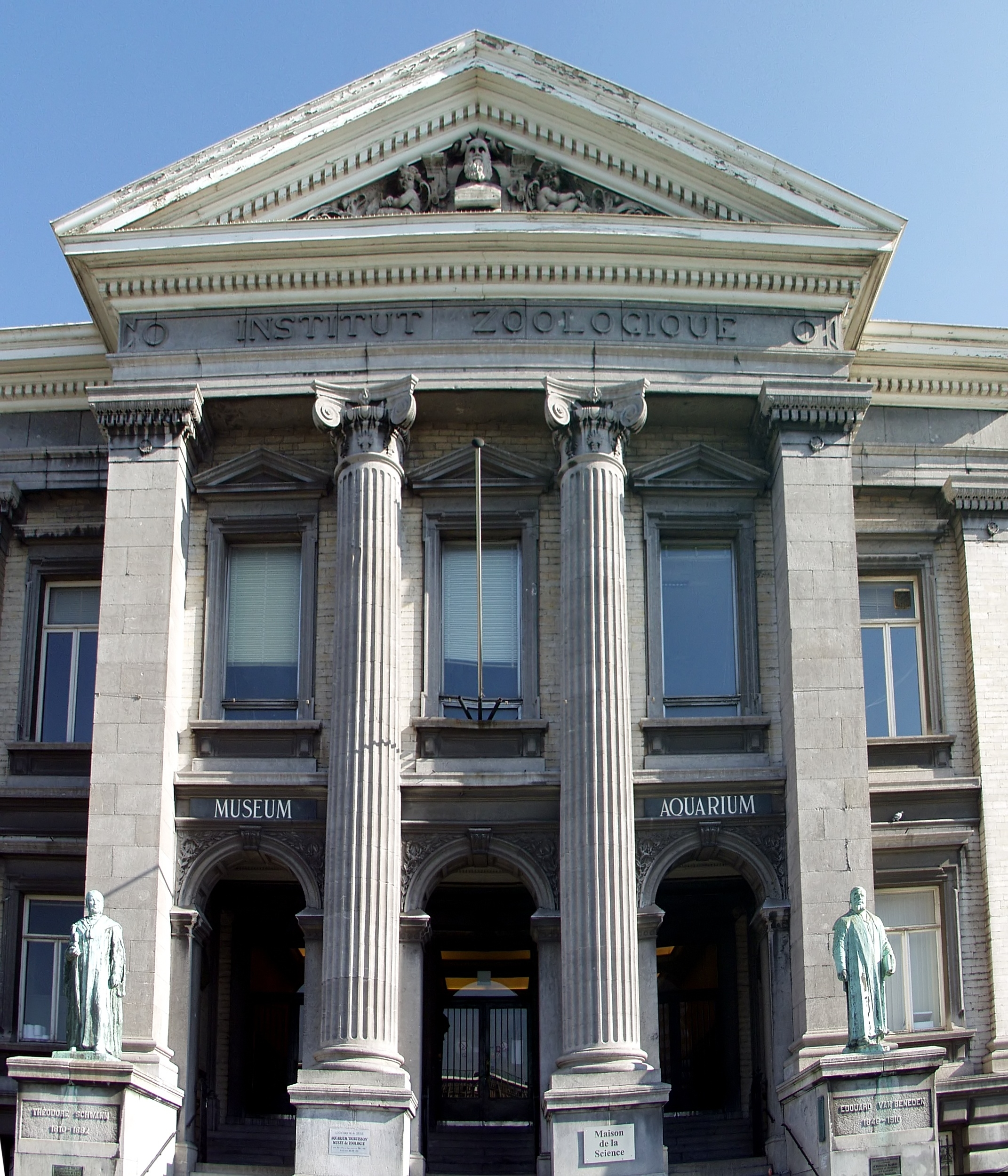
Aquarium et musée de zoologie - front - Liege

La longue façade principale à front de Meuse mesurant environ 100 mètres compte 29 travées ainsi que 3 frontons. Les matériaux utilisés sont notamment le grès et la pierre bleue.
La façade est interrompue par une entrée monumentale de cinq travées marquée par trois colonnes ioniques colossales. Les extrémités du bâtiment sont ponctuées de deux corps de trois travées. L'escalier est flanqué de deux statues, celle de droite représentant Édouard van Beneden, dont le socle en pierre porte l’inscription Édouard Van Beneden et une plaque gravée : La générosité de mécènes a permis à l’Université de Liège de dédier cette statue le 2 mai 1920 au célèbre biologiste, et celle de gauche représentant Theodor Schwann dont le socle en pierre porte l’inscription Théodore Schwann et une plaque gravée : La générosité du professeur P. Nolf a permis à l’Université de Liège de dédier cette statue au fondateur de la théorie cellulaire. Ces deux statues ont été inaugurées respectivement en 1920 et 1954.
Le portique d'accès et les corps latéraux sont surmontés de frontons triangulaires dont la décoration est confiée au sculpteur Léopold Noppius, frère de l'architecte Lambert Noppius d'après les choix d'Édouard van Beneden. Sur le fronton de l'entrée figure le buste de Charles Darwin entouré de putti, des médaillons représentant Pierre-Joseph van Beneden, père du professeur et Theodor Schwann  placés respectivement sur les frontons droit et gauche.
Le bâtiment-monument n’est pas classé au sens où on l'entend généralement. Il fait cependant bien l’objet d’un niveau de protection élevé au sein du patrimoine architectural de la Wallonie.

### Intérieur

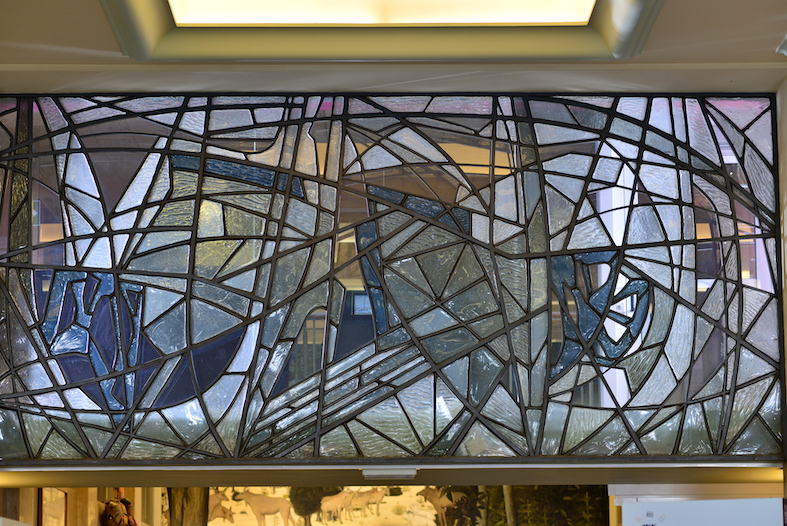
Vitrail Jules LISMONDE - 1959

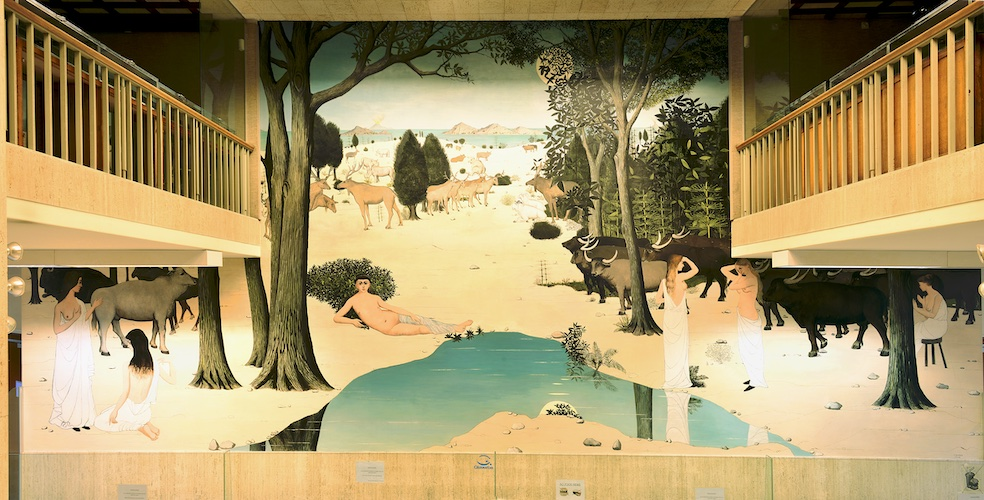
Paul Delvaux - La Genèse, 1960

À la fin des années 1950, le recteur Marcel Dubuisson commande deux œuvres à des artistes belges pour décorer l'institut :
- un vitrail abstrait de Jules Lismonde pour le hall d'entrée[4] ;
- une grande peinture murale (661 × 1 196 cm) de Paul Delvaux , intitulée La Genèse, symbolisant la création du monde, commandée et achevée par l'artiste en 1960, sur le mur du péristyle de l'amphithéâtre[5],[6]. Cette œuvre est la seconde plus longue peinture de l'artiste après Nos vieux trams Bruxellois (plus de 1300 cm), située dans la station de métro BOURSE à Bruxelles[7]. En termes de surface totale, la "Maison Périer" à Bruxelles abrite une oeuvre majesteuse du peintre sur 240 m2[8].

## Musées

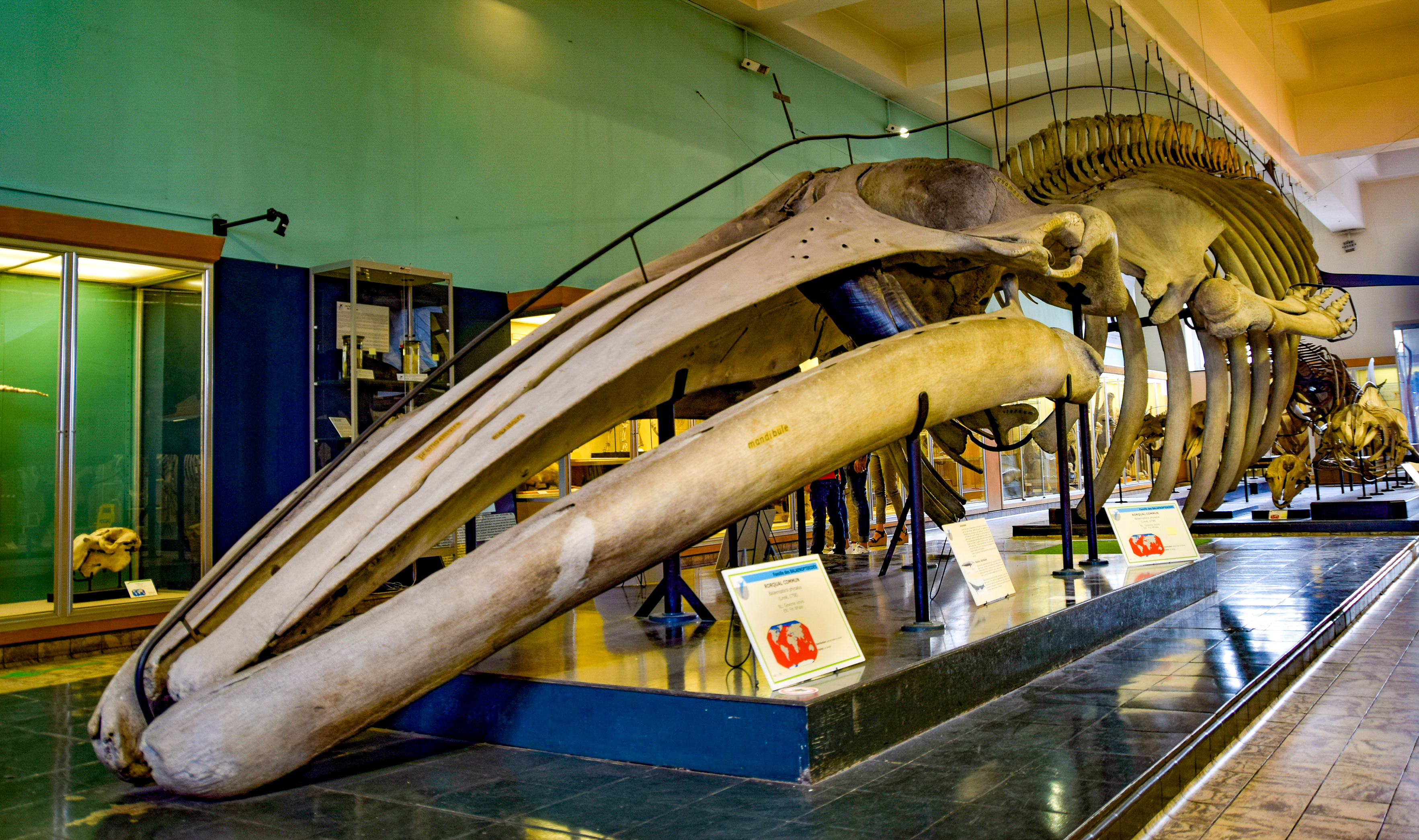
Le squelette d'un rorqual commun (Balaenoptera physalus) au musée

Après des travaux d'agrandissement et de modernisation, l'université inaugure en 1962 l'Aquarium-Muséum : le Muséum occupe le 1er étage et l'Aquarium est installé dans les sous-sol (le Musée est inaccessible au public depuis avril 2022, de grands travaux de modernisation sont entamés pour correspondre aux critères actuels de muséologie, il attirera ainsi un public plus large et varié dans l'année 2026).
En 1980, c'est la Maison de la science qui est inaugurée, elle prend place dans l'aile droite du rez-de-chaussée.
L'institut abrite également deux sites des Espaces botaniques universitaires de Liège : la Galerie de la Botanique au 1er étage et le Jardin du Monde à l'arrière de l'institut.

## Tournages de films
L'Institut de Zoologie a servi de lieu de tournage à quelques films :
- 2000 : Que faisaient les femmes pendant que l'homme marchait sur la Lune ? de Chris Vander Stappen[9] ;
- 2003 : Jeux d'enfants de Yann Samuell ;
- 2016 : Étude du Milieu (court métrage) de Benjamin Leveaux[10] ;
- 2018 : Le cri du Mérou (court métrage) de Patricia Delso Lucas;
- 2019 : Coelacanthe (court métrage) de Nicolas Vanackère[11] ;
- 2020 : Lars (court métrage) de Walt Bladt [12] ;
- 2020 : Shel(l)ter (court métrage)[13]
- 2022 : Tous les oiseaux ne savent pas voler (court métrage) d'Hélène Dereppe [14]